# Рютин, Геннадий Иванович
Генна́дий Ива́нович Рю́тин (17 января 1954, Биробиджан, Еврейская АО — 4 июня 2014, там же) — советский футболист, выступавший на позиции центрального защитника, один из самых известных игроков в истории хабаровского клуба «СКА-Энергия», мастер спорта.

## Биография
Начал заниматься футболом в родном Биробиджане, там же начинал играть в футбол на взрослом уровне, играл за команды «Строитель» (класс «Б») и «Энергетик» (первенство области). В 1972 году призван в армию, поначалу служил водителем, потом попал в спортроту, где его заметил тренер хабаровских армейцев Борис Семёнов, так Рютин оказался в дубле хабаровского СКА. После окончания срочной службы остался в армейской команде, с 1974 года играл за её основной состав.
На протяжении 12 лет был основным центральным защитником хабаровской команды. Отличался сильным дальним ударом, был штатным исполнителем стандартных положений — штрафных и пенальти. В 1979 году вместе с командой вышел из второй лиги в первую, в победном сезоне забил 17 голов в турнире второй лиги, а на следующий год, в дебютном сезоне в первой лиге — 16 мячей, из них 5 с пенальти. По итогам сезона-1980 включён в символическую сборную первой лиги и вызван в сборную РСФСР. В 1984 году клуб возглавил Леонид Назаренко, который делал ставку не на местных ветеранов, а на пришедших с ним игроков, и на следующий год Геннадию Рютину пришлось закончить карьеру. Последний матч за армейцев провёл в рамках 1/8 финала Кубка СССР 1985/86 в Москве против «Торпедо».
За свою карьеру только в первенствах страны Рютин сыграл 410 матчей и забил 92 гола, по числу голов за карьеру занимает второе место в истории «СКА-Энергии» после нападающего Владимира Козлова. Является одним из лучших бомбардиров Первой лиги СССР среди защитников.
После ухода из большого футбола несколько лет играл за ветеранские команды Хабаровска, затем вернулся в Биробиджан и играл за ветеранов этого города. В последние годы жизни тяжело болел.
Умер 4 июня 2014 года на 61-м году жизни.

## Семья
Младший брат Геннадия, Сергей, также был футболистом, играл на позиции нападающего.